# Lormaison
Lormaison és un municipi francès, situat al departament de l'Oise i a la regió dels Alts de França. L'any 2007 tenia 1.323 habitants.

## Demografia

### Població
El 2007 la població de fet de Lormaison era de 1.323 persones. Hi havia 477 famílies de les quals 88 eren unipersonals (44 homes vivint sols i 44 dones vivint soles), 120 parelles sense fills, 225 parelles amb fills i 44 famílies monoparentals amb fills.
La població ha evolucionat segons el següent gràfic:
Habitants censats

### Habitatges
El 2007 hi havia 503 habitatges, 484 eren l'habitatge principal de la família, 3 eren segones residències i 16 estaven desocupats. 463 eren cases i 39 eren apartaments. Dels 484 habitatges principals, 372 estaven ocupats pels seus propietaris, 106 estaven llogats i ocupats pels llogaters i 5 estaven cedits a títol gratuït; 11 tenien una cambra, 23 en tenien dues, 71 en tenien tres, 142 en tenien quatre i 237 en tenien cinc o més. 398 habitatges disposaven pel capbaix d'una plaça de pàrquing. A 196 habitatges hi havia un automòbil i a 254 n'hi havia dos o més.

### Piràmide de població
La piràmide de població per edats i sexe el 2009 era:
| Homes | Edats   | Dones |
| ----- | ------- | ----- |
| 0     | 95 o +  | 0     |
| 8     | 90 a 94 | 4     |
| 4     | 85 a 89 | 4     |
| 0     | 80 a 84 | 4     |
| 4     | 75 a 79 | 4     |
| 12    | 70 a 74 | 12    |
| 12    | 65 a 69 | 20    |
| 24    | 60 a 64 | 16    |
| 20    | 55 a 59 | 20    |
| 56    | 50 a 54 | 48    |
| 80    | 45 a 49 | 56    |
| 56    | 40 a 44 | 68    |
| 68    | 35 a 39 | 56    |
| 60    | 30 a 34 | 60    |
| 36    | 25 a 29 | 56    |
| 33    | 20 a 24 | 40    |
| 52    | 15 a 19 | 40    |
| 60    | 10 a 14 | 56    |
| 36    | 5 a 9   | 48    |
| 48    | 0 a 4   | 80    |

## Economia
El 2007 la població en edat de treballar era de 922 persones, 708 eren actives i 214 eren inactives. De les 708 persones actives 643 estaven ocupades (344 homes i 299 dones) i 65 estaven aturades (31 homes i 34 dones). De les 214 persones inactives 77 estaven jubilades, 73 estaven estudiant i 64 estaven classificades com a «altres inactius».

### Ingressos
El 2009 a Lormaison hi havia 485 unitats fiscals que integraven 1.338,5 persones, la mediana anual d'ingressos fiscals per persona era de 21.048 €.

### Activitats econòmiques
Dels 28 establiments que hi havia el 2007, 4 eren d'empreses de fabricació d'altres productes industrials, 8 d'empreses de construcció, 4 d'empreses de comerç i reparació d'automòbils, 3 d'empreses de transport, 1 d'una empresa d'hostatgeria i restauració, 1 d'una empresa d'informació i comunicació, 1 d'una empresa immobiliària, 4 d'empreses de serveis, 1 d'una entitat de l'administració pública i 1 d'una empresa classificada com a «altres activitats de serveis».
Dels 6 establiments de servei als particulars que hi havia el 2009, 1 era un paleta, 2 guixaires pintors, 1 lampisteria, 1 electricista i 1 restaurant.

## Equipaments sanitaris i escolars
El 2009 hi havia 1 escola maternal i 1 escola elemental.

## Poblacions més properes
El següent diagrama mostra les poblacions més properes.